# Circondario di Bobbio (1925)
Il circondario di Bobbio era uno dei circondari in cui era suddivisa la provincia di Piacenza.

## Storia
Il circondario di Bobbio venne istituito nel 1925, comprendendo i comuni piacentini che in precedenza avevano fatto parte del circondario di Bobbio della provincia di Pavia, smembrato nel 1923, più Coli e Pecorara.
Questa divisione comportò numerose proteste degli abitanti dei centri dell'alta valle, desiderosi di rimanere sotto la giurisdizione pavese. Le proteste culminarono nella cosiddetta marcia su Bobbio e nell'indizione di alcuni referendum che, tenutisi già il 27 febbraio 1925, videro la vittoria della fazione che chiedeva il ritorno in provincia di Pavia. Nel 1926, in parziale accoglimento dei risultati dei referendum, i comuni di Romagnese, Ruino e Zavattarello vennero annessi alla provincia di Pavia, provvisoriamente assegnati al circondario di Voghera e retti da un Podestà, mentre Caminata e Trebecco rimasero parte della provincia di Piacenza. Il mancato ritorno alla provincia di Pavia suscitò una reazione violenta nei cittadini di Trebecco che causarono la fuga del Podestà, il quale riuscì a ritornare nel paese solo grazie alla scorta effettuata da parte dei carabinieri reali. In seguito a questo episodio, successivamente nel 1928, i comuni di Trebecco e Caminata saranno privati della loro autonomia, venendo aggregati al comune di Nibbiano con la motivazione di aver preso parte ad attività antifasciste.
Il "nuovo" circondario di Bobbio già modificato nel 1926 ebbe un'esistenza effimera: nel 1927 il riordino delle circoscrizioni provinciali comportò la soppressione di tutti i circondari italiani.

## Comuni
Il circondario di Bobbio fino al 1926 comprendeva i comuni di Bobbio, Caminata, Cerignale, Coli, Corte Brugnatella, Ottone, Pecorara, Romagnese, Ruino, Trebecco, Zavattarello e Zerba.